# Escritura cuneiforme del persa antiguo
El cuneiforme persa fue una escritura semisilábica de apariencia cuneiforme diseñada para escribir el persa antiguo. Sus textos aparecen en Irán (Persépolis, Susa, Hamadán, la isla de Jark), Armenia, Rumania (Gherla),    Turquía (Van) y a lo largo del Canal de Suez. En su mayoría son inscripciones de la época de Darío I, como la inscripción DNa, así como la de su hijo, Jerjes I. Los reyes posteriores hasta Artajerjes III utilizaron formas más recientes del idioma que llamamos "persa pre-medio" o "pre-pelvi".
Tiene la particularidad de formar un semisilabario, un sistema muy poco común que también aparece en las escrituras paleohispánicas. Gracias a sus características fonéticas, el cuneiforme persa fue descifrado en cuanto los eruditos consiguieron copias de los textos de calidad suficiente para su análisis. Esto sirvió como paso previo al desciframiento del cuneiforme sumero-acadio, más antiguo y mucho más complejo por su sistema logográfico.

## Historia
El aspecto del cuneiforme persa está basado en el cuneiforme sumero-acadio. No obstante, solo un glifo deriva directamente de esta escritura: el carácter persa para l(a) (𐎾) parece tomado del acadio la (
𒆷
). De hecho, l(a) no aparecía en palabras nativas del persa antiguo, pero se encuentra en préstamos acadios.
Hoy, los académicos coinciden en su mayoría en que el cuneiforme para el persa antigua se inventó alrededor del año 525 a. C. específicamente para proporcionar un medio de escritura a las inscripciones monumentales que el rey aqueménida Darío I realizó en Behistun. Aunque algunos textos en persa antiguo parecen provenir de los reinados de Ciro el Grande (CMa, CMb y CMc, todos encontradas en Pasargadae), el primer emperador aqueménida, o Arsames y Ariaramnes (AsH y AmH, ambas en Hamadán), abuelo y bisabuelo de Darío I, se acepta generalmente que los cinco, especialmente los dos últimos, fueron inscripciones posteriores.
En la época que se usaba el persa antiguo, existían otros idiomas cercanos que se escribían en cuneiforme: el elamita y el acadio. A diferencia de estos el persa antiguo era un semialfabeto, mientras que aquellos eran silábicos. Además, el persa antiguo se escribían en un sistema semialfabético consistente, mientras que el elamita y el acadio utilizaban préstamos de otros idiomas, creando sistemas mixtos.

## Desciframiento
El cuneiforme persa fue descifrado a través de conjeturas, en ausencia de inscripciones bilingües que lo conectaran con un idioma conocido. Varias características de series de signos, como su longitud o sus repeticiones, permitieron a los investigadores hacer hipótesis sobre su significado y discriminar entre a que posibles reyes históricamente conocidos se referían, y a partir de ahí crear una correspondencia entre cada signo y un sonido específico. El desciframiento del cuneiforme persa fue la base para el desciframiento del cuneiforme sumero-acadio.

### Registros arqueológicos de inscripciones cuneiformes.

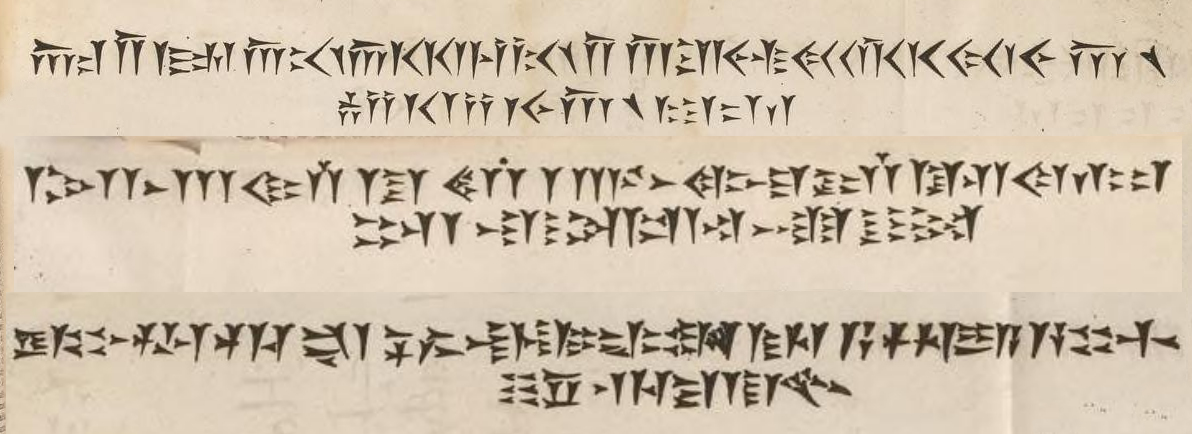
Inscripciones cuneiformes registradas por Jean Chardin en Persépolis en 1674 (edición de 1711)

La primera mención de inscripciones antiguas en las ruinas recién descubiertas de Persépolis fue hecha por el embajador de España y Portugal en Persia, Antonio de Gouveia, en una publicación de 1611. Varios viajeros intentaron ilustrar estas inscripciones, que Thomas Hyde llamó por primera vez en 1700 "cuneiformes", pero que consideró que no eran más que frisos decorativos.
Los intentos útiles de desciframiento comenzaron cuando se hicieron  copias fieles de las inscripciones, que estuvieron disponibles por primera vez en 1711, cuando Jean Chardin publicó duplicatas de las inscripciones de Darío. Hacia 1764, Carsten Niebuhr visitó las ruinas de Persépolis y pudo realizar excelentes copias de las inscripciones, identificando "tres alfabetos diferentes". Sus fieles copias resultaron ser un punto de inflexión clave en el desciframiento de la escritura cuneiforme y el nacimiento de la asiriología.
El conjunto de caracteres que más tarde se conocería como escritura cuneiforme persa antigua pronto se percibió como el más simple de los diversos tipos de escritura cuneiforme que se han encontrado y, debido a esto, se entendió como un candidato principal para el desciframiento. Niebuhr determinó que sólo había 42 caracteres en esta categoría de inscripciones, a las que denominó "Clase I", y afirmó que, por tanto, debía tratarse de una escritura alfabética.

### Münter descifra la palabra "rey" (1802)

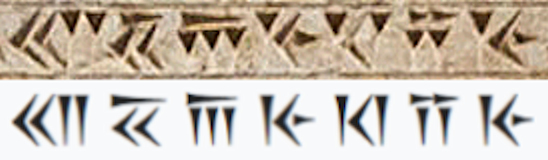
Münter adivinó correctamente esta secuencia de signos cuneiformes del antiguo persa, debido a sus numerosas apariciones en las inscripciones, como la palabra para "Rey". Ahora se sabe que esta palabra se pronuncia xšāyaθiya en persa antiguo (𐎧𐏁𐎠𐎹𐎰𐎡𐎹).

En 1802, Friedrich Münter confirmó que los caracteres de "Clase I" (hoy llamados "cuneiforme persa antiguo") eran probablemente alfabéticos, por el pequeño número de signos diferentes. Demostró que pertenecían al Imperio aqueménida, lo que llevó a sugerir que las inscripciones estaban en idioma persa antiguo y probablemente mencionaban a los reyes aqueménidas.  Identificó un grupo de caracteres muy recurrente en estas inscripciones: 𐎧𐏁𐎠𐎹𐎰𐎡𐎹. Debido a su alta recurrencia y longitud, supuso que esta debía ser la palabra para "rey" (xa-ša-a-ya-θa-i-ya, ahora se sabe que se pronunciaba xšāyaθiya ). Acertó correctamente, pero eso sólo se sabría con certeza varias décadas después. Münter también entendió que cada palabra estaba separada de la siguiente por un signo de barra invertida (𐏐 ).

### Grotefend extrae los nombres de gobernantes (1802-1815)
Grotefend amplió este trabajo al darse cuenta, basándose en las inscripciones conocidas de gobernantes más tardíos (las inscripciones Pahlavi de los emperadores sasánidas), que el nombre de un rey suele ir seguido de "gran rey, rey de reyes" y del nombre del padre del rey. Esta comprensión de la estructura se basó en el trabajo de Anquetil-Duperron, que había estudiado persa antiguo a través de las avestas zoroástricas en India, y de Antoine Isaac Silvestre de Sacy, que había descifrado las inscripciones pelvi monumentales de los emperadores sasánidas.
Grotefend se centró en dos inscripciones de Persépolis, llamadas "inscripciones de Niebuhr", que parecían utilizar las palabras "Rey" y "Rey de Reyes" adivinadas por Münter, y que parecían tener un contenido muy similar excepto por lo que él pensaba que debía ser el nombres de reyes: 

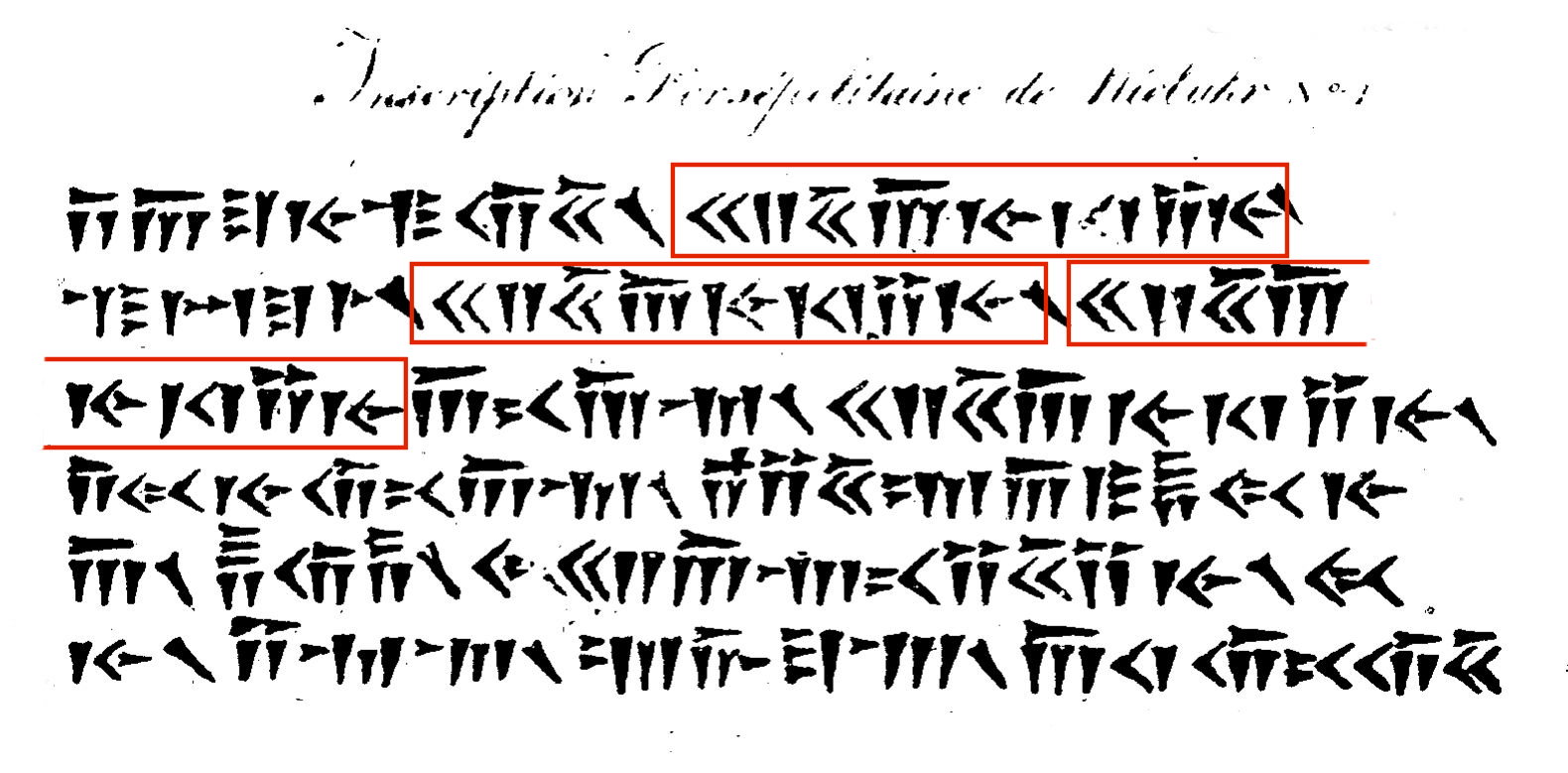
Inscripción 1 de Niebuhr, con las supuestas palabras para "Rey" (𐎧𐏁𐎠𐎹𐎰𐎡𐎹) resaltadas. Ahora sabemos que dice "Darío el Gran Rey, Rey de Reyes, Rey de países, hijo de Histaspes, un aqueménida, que levantó este palacio".[15] Conocida como DPa (foto), aparece sobre las figuras del rey y sus cortesanos en el palacio de Darío en Persépolis.
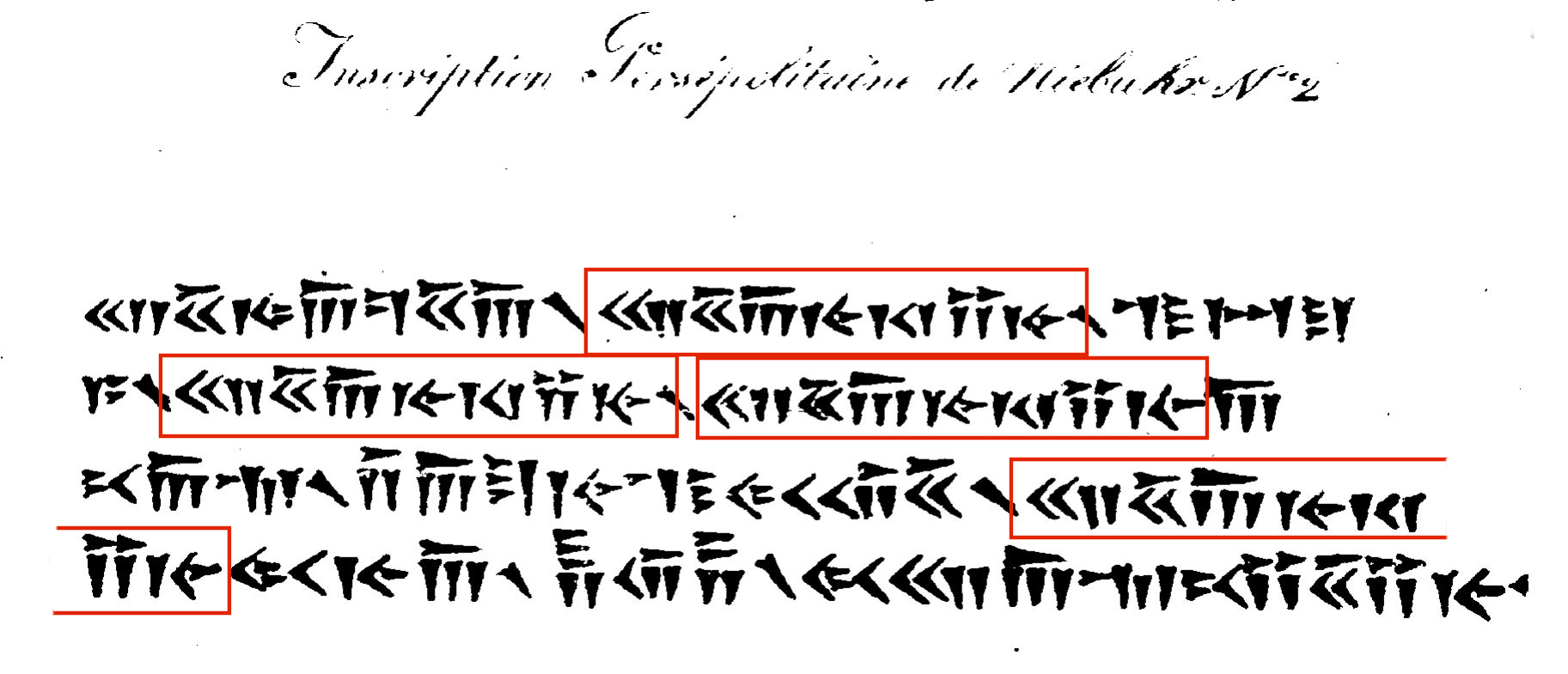
Inscripción 2 de Niebuhr, con las supuestas palabras para "Rey" (𐎧𐏁𐎠𐎹𐎰𐎡𐎹) resaltadas. Ahora sabemos que dice "Jerjes el Gran Rey, Rey de Reyes, hijo de Darío el Rey, un aqueménida".[15] Conocida como XPe (foto), un texto de 14 inscripciones en tres lenguas (persa antiguo, elamita, babylonio) del palacio de Jerjes en Persépolis.

Al observar las similitudes en las secuencias formuló la hipótesis de que el padre de un gobernante en una inscripción posiblemente aparecería como el primer nombre en la otra inscripción. De hecho, por ejemplo, la primera palabra en Niebuhr 1 (𐎭𐎠𐎼𐎹𐎺𐎢𐏁) correspondía de hecho a la sexta palabra en Niebuhr 2.
Observando la longitud de las secuencias de caracteres y comparándolos con los nombres y la genealogía de los reyes aqueménidas conocidas por los griegos, así como teniendo en cuenta el hecho de que el padre de uno de los gobernantes en las inscripciones no tenía el atributo " rey", acertó al suponer que éste no podía ser otro que Darío el Grande, cuyo padre Histapes no era rey, y su hijo el famoso Jerjes . Las inscripciones se realizaron por esta época; sólo hubo dos casos en los que un gobernante llegó al poder sin ser hijo de un rey anterior. Eran Darío el Grande y Ciro el Grande, quienes se convirtieron en emperadores por rebelión. Para decidirse entre estas dos elecciones se fijó en los nombres de sus padres e hijos. El padre de Darío era Histaspes y su hijo era Jerjes, mientras que el padre de Ciro era Cambises I y su hijo era Cambises II. Dentro del texto, el padre y el hijo del rey tenían diferentes grupos de símbolos para los nombres, por lo que Grotefend asumió que el rey debía haber sido Darío.
Estas conexiones permitieron a Grotefend descubrir los caracteres cuneiformes que forman parte del nombre de Darío, su padre, Histaspes, y su hijo, Jerjes. Conectó la secuencia 𐎭𐎠𐎼𐎹𐎺𐎢𐏁 con el nombre darheu-sh de Darío, como lo conocían los griegos. Esta identificación era correcta, aunque la ortografía persa real era da-a-ra-ya-va-u-sha, pero esto se desconocía en ese momento. Grotefend equiparó de manera similar la secuencia 𐎧𐏁𐎹𐎠𐎼𐏁𐎠 con kh-sh-her-sh-e para Jerjes, lo cual nuevamente era correcto, pero la transcripción real del antiguo persa era kha-sha-ya-a-ra-sha-a. Finalmente emparejó la secuencia del padre (que no era rey) 𐎻𐎡𐏁𐎫𐎠𐎿𐎱 con Histaspes, pero nuevamente con la supuesta lectura persa de go-sh-tasp  en lugar del antiguo persa vi-i-sha-ta-a-sa-pa.
Con este método, por una parte Grotefend había identificado correctamente a cada rey en las inscripciones, pero por otra la identificación del valor fonético de cada letra era todavía bastante defectuosa, debido a la falta de una mejor comprensión de la propia lengua persa antigua. Grotefend sólo identificó correctamente el valor fonético de ocho letras entre los treinta signos que había cotejado.

## Signos
La mayoría de los estudiosos consideran que el sistema de escritura es una invención independiente porque no tiene conexiones obvias con otros sistemas de escritura de la época, como los cuneiformes elamita, acadio, hurrita e hitita. Si bien los componentes básicos del persa antiguo son similares a las cuñas que se encuentran en las escrituras cuneiformes, los textos del persa antiguo estaban grabados en materiales duros, por lo que los grabadores tuvieron que hacer cortes que imitaran las formas que se hacían fácilmente en las tablillas de arcilla. Los glifos se componen de cuñas horizontales, verticales y en ángulo. Hay cuatro componentes básicos y se crean nuevos caracteres agregando cuñas a estos componentes básicos. Estos cuatro componentes básicos son dos cuñas paralelas sin ángulo, tres cuñas paralelas sin ángulo, una cuña sin ángulo con una cuña en ángulo y dos cuñas en ángulo. Se escribe de izquierda a derecha.

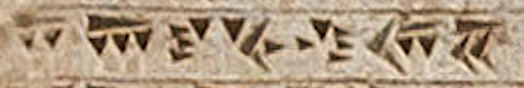
El nombre de Darío I en cuneiforme persa tal como aparece en en la inscripción DNa de su tumba: Dārayavauš (𐎭𐎠𐎼𐎹𐎺𐎢𐏁)}}

En la escritura aparecen tres vocales, a, i, u, y veintidós consonantes, k, x, g, c, ç, j, t, θ, d, p, f, b, n, m, y, v . r, l, s, z, š y h. El persa antiguo contiene dos conjuntos de consonantes: aquellas cuya forma depende de la siguiente vocal y aquellas cuya forma es independiente de la siguiente vocal. Los símbolos consonánticos que dependen de la siguiente vocal actúan como las consonantes en devanagari: los signos diacríticos de vocales se agregan a estos símbolos de consonantes para cambiar la vocal inherente o agregar longitud a la vocal inherente. Sin embargo, el sistema redunda y los símbolos vocales generalmente también se incluyen, por lo que [di] se escribiría como [di] [i] aunque [di] ya implique la vocal [i]. Para las consonantes cuya forma no depende de las vocales siguientes, se deben utilizar los signos vocálicos después del signo consonántico.
Comparado con el alfabeto avéstico, el persa antiguo carece notablemente de fricativas sonoras, pero incluye el signo ç (de pronunciación incierta) y un signo para la l, un sonido no nativo. En particular, al igual que las escrituras bráhmicas, no parece haber distinción entre una consonante seguida de una a y una consonante seguida de nada.
|      |   | k- | x- | g- | c- | ç- | j- | t- | θ- | d- | p- | f- | b- | n- | m- | y- | v- | r- | l- | s- | z- | š- | h- |
| -(a) | 𐎠 | 𐎣  | 𐎧  | 𐎥  | 𐎨  | 𐏂  | 𐎩  | 𐎫  | 𐎰  | 𐎭  | 𐎱  | 𐎳  | 𐎲  | 𐎴  | 𐎶  | 𐎹  | 𐎺  | 𐎼  | 𐎾  | 𐎿  | 𐏀  | 𐏁  | 𐏃  |
| -i   | 𐎡 | —  | 𐎧  | —  | 𐎨  | 𐏂  | 𐎪  | 𐎫  | 𐎰  | 𐎮  | 𐎱  | 𐎳  | 𐎲  | 𐎴  | 𐎷  | 𐎹  | 𐎻  | 𐎼  | 𐎾  | 𐎿  | 𐏀  | 𐏁  | 𐏃  |
| -u   | 𐎢 | 𐎤  | 𐎧  | 𐎦  | 𐎨  | 𐏂  | —  | 𐎬  | 𐎰  | 𐎯  | 𐎱  | 𐎳  | 𐎲  | 𐎵  | 𐎸  | 𐎹  | —  | 𐎽  | 𐎾  | 𐎿  | 𐏀  | 𐏁  | 𐏃  |

### Textos
- Inscripciones reales aqueménidas (Livius.org)

### Descripciones
- Omniglot: cuneiforme persa antiguo
- Ancient Script: cuneiforme persa antiguo
- El cuneiforme persa en comparación con el cuneiforme elamita y el cuneiforme babilónico tardío

- Datos: Q1471822
- Multimedia: Old Persian cuneiform / Q1471822